# Vanda Milani
Vanda Denir Milani Nogueira (Cedral, 17 de setembro de 1953),  é uma magistrada e política brasileira, filiada ao Partido da Social Democracia Brasileira (PSDB). Nas eleições de 2018, foi eleita deputada federal pelo Acre.